# Marian Gąsiewicz
Marian Gąsiewicz (ur. 2 listopada 1895 w Stryju, zm. 1940 w Kalininie) – kapitan artylerii Wojska Polskiego, później nadkomisarz Policji Państwowej, jedna z ofiar zbrodni katyńskiej.

## Życiorys
Syn Franciszka i Marii z Pruszyńskich. Ukończył Gimnazjum św. Anny w Krakowie. Od 2 września 1914 roku do 24 września 1917 roku żołnierz Legionów Polskich, następnie w Armii Austro-Węgier. Od 11 listopada 1918 roku do 31 lipca 1936 roku w Wojsku Polskim, uczestnik wojny polsko-bolszewickiej. 3 maja 1926 roku został awansowany na kapitana ze starszeństwem z dniem 1 lipca 1925 roku i 111. lokatą w korpusie oficerów artylerii. W 1932 roku pełnił służbę w Dowództwie Obszaru Warownego „Wilno”.
Absolwent Szkoły Oficerów Policji Państwowej w Warszawie. 12 sierpnia 1936 roku awansowany na stopień nadkomisarza. We wrześniu 1939 roku komendant Powiatowy Policji w Płocku.
Po wybuchu II wojny światowej znalazł się w niewoli radzieckiej w obozie NKWD w Ostaszkowie. Zamordowany przez NKWD wiosną 1940 roku w Kalininie (obecny Twer) jako jedna z ofiar zbrodni katyńskiej.
4 października 2007 roku został pośmiertnie awansowany na stopień podinspektora Policji Państwowej.

## Odznaczenia
- Krzyż Niepodległości
- Krzyż Walecznych
- Srebrny Krzyż Zasługi
- Medal Pamiątkowy za Wojnę 1918–1921
- Medal Dziesięciolecia Odzyskanej Niepodległości
- Krzyż Srebrny Orderu Wojskowego Virtuti Militari - 11 listopada 1976 (pośmiertnie)[5]
- Krzyż Kampanii Wrześniowej 1939 r. - 1 stycznia 1986 (pośmiertnie)[6]